# プラッチャヤー・ピンゲーオ
プラッチャヤー・ピンゲーオ（タイ語：ปรัชญา ปิ่นแก้ว、1962年9月2日 - ）は、タイの映画監督・映画プロデューサー・脚本家。

## 監督作品
- The Magic Shoes (1992)
- Dark Side Romance (1995)
- マッハ!!!!!!!! Ong-Bak: Muay Thai Warrior (2003) - 兼製作・脚本
- トム・ヤム・クン! Tom-Yum-Goong (2005) - 兼製作・脚本
- チョコレート・ファイター Chocolate (2008) - 兼製作
- パーフェクト・スナイパー Elephant White (2011)
- チョコレート・バトラー The KICK (2011)
- マッハ!無限大 Tom Yum Goong 2 (2013)

## 製作作品
- Body Jumper (2001)
- バトル7 Heaven's Seven (2002)
- 呪信 999 999-9999 (2002)
- Pisaj'' (2004)
- 七人のマッハ!!!!!!! Born to Fight (2004)
- Midnight My Love (2005)
- マーキュリーマン Mercury Man (2006)
- ゴースト・ナース 背徳病棟 Sick Nurses (2007)
- ミウの歌〜Love of Siam〜 The Love of Siam (2007)
- チョコレート・ソルジャー Raging Phoenix (2009)
- マッハ! ニュー・ジェネレーション BKO: Bangkok Knockout (2011)